# Ajn Fakrun
Ajn Fakrun – miasto w Algierii, w prowincji Umm al-Bawaki. W 2012 roku liczyło 68,4 tys. mieszkańców.